# مهدي أباد (اشتهارد)
مهدي أباد (بالفارسية: مهدی‌آباد) هي قرية تقع في مقاطعة إشتهارد في إيران. يقدر عدد سكانها بـ 22 نسمة.